# 神様の言うとおり!
『神様の言うとおり！』（かみさまのいうとおり！）は、折原みとによる日本の漫画作品。『パル』（実業之日本社）にて連載。単行本全11巻、コミック文庫全6巻。作者の漫画作品としては最も長く連載された作品でもある。

## あらすじ
幼少期に受けたいじめにより、男性恐怖症となってしまった大橋鈴女。中学からは女子中学校に入り安心していたが、学校の方針により共学になってしまうことを知りショックを受ける。共学となったその日、海外からの留学生と新しい先生が入ってくることになる。
鈴女は神（ゴッド）から悪魔（デビル）族と戦ったり世界中の災害を止めるために地球防衛戦隊ゴッド・フォースに任命され、地球の平和を守って行く事ことになる。神（ゴッド）も悪魔（デビル）もそれぞれ別の星の異星人で、悪魔は地球を滅亡させようとしており神はそれを阻止しようとしている。

## 登場人物
大橋鈴女（おおはし すずめ）
主人公。9月18日生まれ、A型。身長152センチメートル、体重40キログラム。聖マリアナ学園中等部2年生。
母親は世界的大女優の大橋花乃、父親は天才学者だったが既に他界しており、母親が不在がちなため、従姉妹の宝野咲也と一緒に暮らしている。
幼稚園、小学校と男子生徒に苛められたため、男性恐怖症になってしまった。そのため、聖マリアナ学園が共学になったことにとても不安を抱いている。
ボウイ・レイン
ヒーロー。聖マリアナ学園中等部2年生
聖マリアナ学園が共学になった日に留学してきた。
宝野咲也（たからの さくや）
鈴女の従姉妹。11月5日生まれ、A型。聖マリアナ学園高等部1年生。
両親はクラシックの演奏家で海外公演が多く、母親が不在がちな鈴女と一緒に暮らしている。
学園のマドンナと呼ばれている美人であり、外見から大橋花乃の娘だと間違われることもある。

## 書誌情報
- 折原みと『神様の言うとおり！』実業之日本社〈MBコミックス〉、全11巻
  1. 1992年8月8日、ISBN 4-408-43117-6
  2. 1993年1月8日、ISBN 4-408-43134-6
  3. 1993年7月8日、ISBN 4-408-43155-9
  4. 1993年12月8日、ISBN 4-408-43170-2
  5. 1994年5月8日、ISBN 4-408-43185-0
  6. 1994年11月8日、ISBN 4-408-43199-0
  7. 1995年4月8日、ISBN 4-408-43209-1
  8. 1995年10月8日、ISBN 4-408-43220-2
  9. 1996年5月8日、ISBN 4-408-43231-8
  10. 1996年11月8日、ISBN 4-408-43240-7
  11. 1997年6月7日、ISBN 4-408-43248-2
- 折原みと『神様の言うとおり！』ホーム社〈ホーム社漫画文庫〉、全6巻
  1. 1999年12月、ISBN 4-8342-7119-6
  2. 1999年12月、ISBN 4-8342-7120-X
  3. 2000年1月、ISBN 4-8342-7124-2
  4. 2000年2月、ISBN 4-8342-7125-0
  5. 2000年3月、ISBN 4-8342-7128-5
  6. 2000年4月、ISBN 4-8342-7131-5

## イメージ・アルバム
1995年4月1日にイメージアルバムが日本コロムビアから発売されている。 パーキッツ 、瀧本瞳 らがCDに参加。